# Schwaigsee
Der Schwaigsee ist ein Moorsee im Pfaffenwinkel in Oberbayern. Er entwässert über den Schwaigbach in die Ammer.

## Lage
Der See liegt auf einer Höhe von 832 m ü. NHN auf dem Gebiet der Gemeinde Wildsteig und grenzt im Osten an das Gebiet der Gemeinde Rottenbuch, beide im Landkreis Weilheim-Schongau. Von Ost nach West zieht die Rottenbuch mit Wildsteig im Westen verbindende Steingadener Straße (St 2059) nördlich am See vorbei, die an der Nordostspitze des Sees beim Weiler Schwaig von Rottenbuch direkt am Ufer verläuft. Dort zweigt die Kreisstraße WM 17 von der Staatsstraße ab, die anfangs dem kurzen Ostufer entlang südwärts zum Wildsteiger Dorf Morgenbach zieht.
Der See liegt im Naturschutzgebiet Bichlbauernfilz mit Schwaigsee.

## Beschreibung
Der S-förmige See erstreckt sich über eine Länge von etwas über 500 Metern (Mittenlinie) und ist bis etwas über 150 Meter breit. Er hat eine Fläche von etwa acht Hektar und ist bis zu etwa 4,50 Metern tief. Gespeist wird der See auf seiner Westseite durch einen nahe der Wildsteiger Einöde Bichl entstehenden, knapp einen halben Kilometer langen Bach, der ihm Wasser vor allem aus dem umgebenden Moor zuführt. Sein Abfluss ist der weniger als einen Kilometer lange Schwaigbach am Ostende des Sees, der durch einen steilen Tobel zur Ammer in der Ammerschlucht hinabläuft.

## Tourismus
Am Südostufer des Sees gibt es eine Badestelle mit Steg und einer kleinen Liegewiese. Angler können an dem See zur Fangzeit Karpfen, Forellen, Zander, Schleie und Hechte fangen. Im Winter besuchen Schlittschuhläufer den zugefrorenen See.

## Galerie

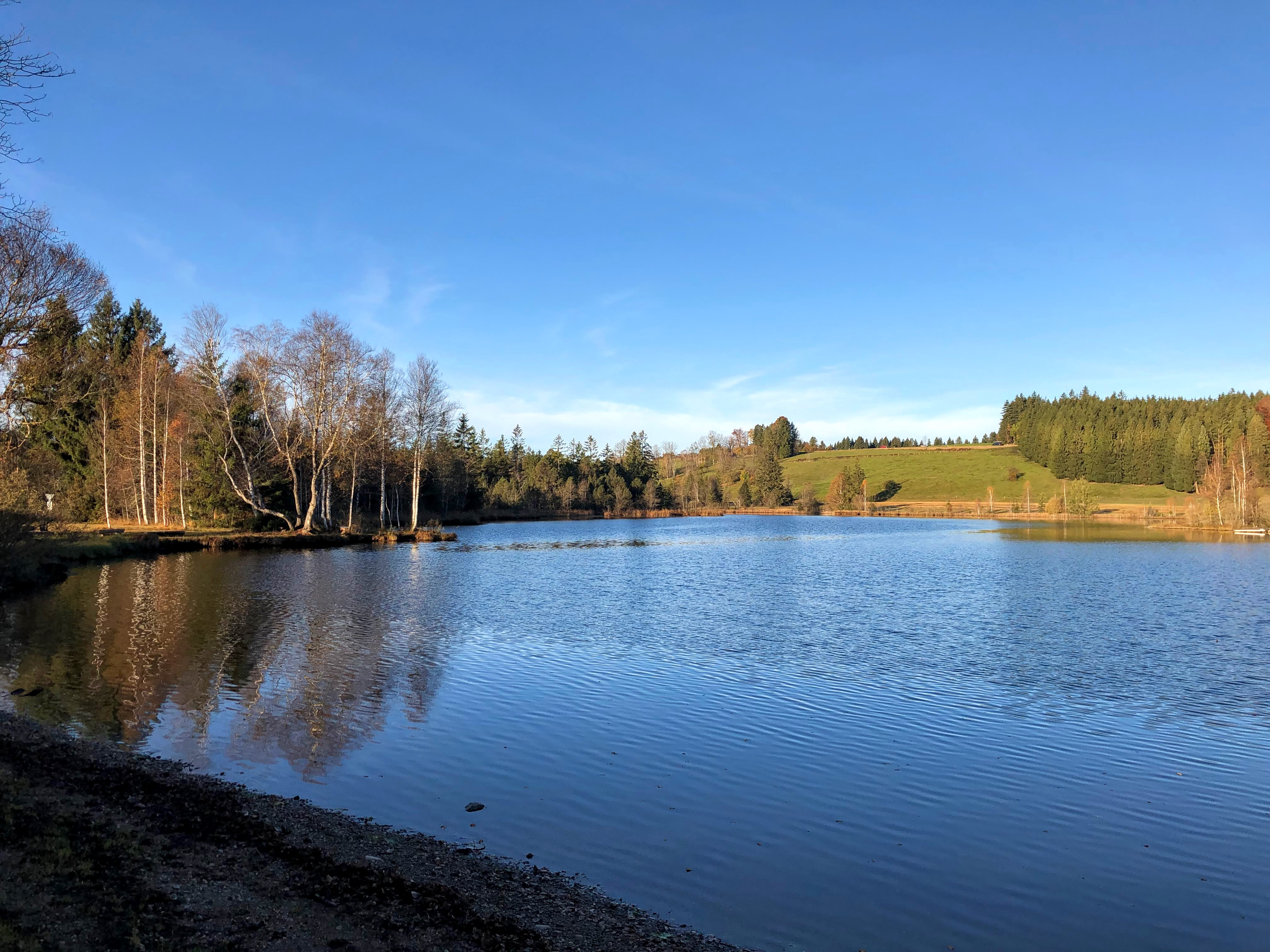
Blick über den See vom Badeplatz nach Westen